# Хакимов, Рахим Расулжонович
Рахим Расулжонович Хакимов (узб. Xakimov Raxim Rasuljonovich; род. 2 января 1983 года, Чуст, Наманганская область) — узбекский политический деятель, ученый, депутат Законодательной палаты Олий Мажлиса Республики Узбекистан III (2015—2019) и V (с 2024 года) созывов. Заместитель министра юстиции Республики Узбекистан — ректор Ташкентского государственного юридического университета (с 2019). Заместитель министра высшего и среднего-специального образования Республики Узбекистан по науке и инновациям (с 2021); с декабря 2022 года — первый заместитель советника Президента Республики Узбекистан по вопросам общественно-политического развития; с 18 ноября 2024 года избран заместителем Спикера Законодательной палаты Олий Мажлиса Республики Узбекистан; советник юстиции 1-класса. Председатель Научного совета DSc.07/30.12.2019.Yu.22.02 по присуждению ученых степеней при Ташкентском государственном юридическом университете.

## Биография
Рахим Хакимов родился в 1983 году в городе Чусте Наманганской области Узбекистана. Отец Расулжон Хакимов, зоотехник, председатель ширкатного хозяйства «Галаба» (Победа) Каракургинского села Чустского района. Мать — Хакимова Рахатхон — работала воспитательницей в дошкольном образовательном учреждении.
В 1997 году Хакимов окончил школу № 3 имени Ломоносова, 1999 году лицей-интернат для одаренных детей Чустского района. В 2003 году с отличием окончил юридический факультет Наманганского государственного университета (бакалавриат), в 2005 году — Ташкентский государственный юридический институт (магистратура). В том же году удостоен Государственной стипендии Президента Республики Узбекистан по направлению «Право и международные отношения».
В 2005—2015 годах работал на различных должностях в Институте мониторинга действующего законодательства при Президенте Республики Узбекистан, проделав путь от специалиста до начальника отдела мониторинга законодательства в сфере государственного и общественного строительства.
В 2008—2010 годах совмещал должность доцента кафедры юридических наук в Налоговой академии Государственного налогового комитета Республики Узбекистан, в 2012—2015 годах — должность доцента кафедры «Основы государственного строительства и управления» Государственной академии управления при Президенте Республики Узбекистан.
В ноябре 2014 года был выдвинут в качестве кандидата в депутаты парламента от Либерально-демократической партии Узбекистана, по итогам выборов был избран депутатом Законодательной палаты Олий Мажлиса Республики Узбекистан. Являлся членом комитета по безопасности и обороны, а затем и возглавил его.
Будучи депутатом, с декабря 2017 года параллельно возглавлял Институт проблем законодательства и парламентских исследований при Олий Мажлисе.
Постановлением Президента Республики Узбекистан в сентябре 2019 года назначен заместителем министра юстиции Республики Узбекистан — ректором Ташкентского государственного юридического университета, в связи с чем досрочно сложил полномочия депутата Законодательной палаты.
Постановлением Президента Республики Узбекистан № ПП-5156 от 21 июня 2021 года назначен заместителем министра высшего и среднего-специального образования Республики Узбекистан по науке и инновациям.
В декабре 2022 года был назначен первым заместителем советника Президента Республики Узбекистан по вопросам общественно-политического развития.

### Депутат Законодательной палаты Олий Мажлиса Республики Узбекистан
Будучи членом, а затем председателем Комитета обороны и безопасности Законодательной палаты Олий Мажлиса, был ответственен за подготовку и принятие 30 законопроектов, инициировал 12 законопроектов, принимал активное участие в разработке и принятии Оборонной доктрины Республики Узбекистан, законов Республики Узбекистан «Об обороне» (новая редакция), «Об оружии» и др.
Возглавлял межпарламентскую группу Олий Мажлиса по установлению сотрудничества с парламентом Индии, являлся членом аналогичных межпарламентских групп по установлению сотрудничества с парламентами Китая и Канады.
Членом Комиссии по реализации приоритетных направлений совершенствования системы государственного и общественного строительства, созданной в соответствии с Указом Президента Республики Узбекистан от 7 февраля 2017 года «О Стратегии действий по дальнейшему развитию Республики Узбекистан». В составе данной комиссии принимал непосредственное участие в разработке целого ряда законов, в числе которых конституционный закон «О Конституционном суде Республики Узбекистан», законы «О парламентском контроле» и «Об общественном контроле».
Также входит в состав Комиссии по реализации Концепции нормотворческой деятельности, утвержденной Указом Президента Республики Узбекистан от 8 августа 2018 года.

### Директор научно-исследовательского института
Активно участвовал в создании парламентского исследовательского института. Стал первым директором Института проблем законодательства и парламентских исследований при Олий Мажлисе. Находяcь на посту директора данного института (декабрь 2017 года — сентябрь 2019 года) руководил подготовкой 64 законопроектов и свыше 185 аналитических материалов, направленных на решений проблем правоприменительной практики.

### Ректор Ташкентского государственного юридического университета
Приступив к работе в качестве ректора Ташкентского государственного юридического университета, запустил процесс реформ, направленных на модернизацию учебного процесса и интернационализацию образования.
При нем Ташкентский государственный юридический университет впервые попал в топ-500 вузов мира по версии британского журнала The Times Higher Education, заняв 401 место (лучший показатель среди вузов Узбекистана и Центральной Азии) среди тысяч университетов-участников из 94 регионов и стран.

### Заместитель министра высшего и среднего специального образования Республики Узбекистан
В период работы в минвузе в качестве заместителя министра инициировал и стал активным участником в реализации ряда идей и проектов, направленных на дальнейшую модернизацию высшего образования в Узбекистане.

### Администрация Президента Республики Узбекистан
С декабря 2022 года — первый заместителя советника Президента Республики Узбекистан по вопросам общественно-политического развития.

## Научная деятельность и достижения
В 2009 году защитил кандидатскую работу на тему «Парламент в системе государственной власти: проблемы теории и практики» и получил ученую степень кандидата юридических наук.
В 2014 году получил ученое звание доцента по специальности «Конституционное право. Административное право. Финансовое и таможенное право».
В 2018 году защитил докторскую диссертацию на тему: «Совершенствование правовых механизмов обеспечения баланса между ветвями государственной власти» и получил ученную степень доктора юридических наук.
В 2020 году удостоен ученого звания профессора.
Подготовил 3 монографии, 24 научно-практических пособия, посвященных вопросам совершенствования законотворчества и правоприменительной практики, в общей сложности является автором около 100 научных публикаций.
Главный редактором журналов «Вестник юридических наук» и «Review of law science».
В июле 2021 года стал почетным профессором Ташкентского государственного юридического университета.

### Основные работы
- «Основные принципы и этапы реформирования парламентской системы, усиления её роли в государственном строительстве в Узбекистане» (2009);
- «Парламент в системе государственной власти: проблемы теории и практики» (2009);
- «Дальнейшее совершенствование правовых основ органов самоуправления граждан» (2013);
- «Парламентское право» (2014);
- «Реализация принципа разделения властей в Узбекистане» (2015) https://nbpublish.com/library_get_pdf.php?id=34113;
- «Развитие правовых основ парламентского контроля в Узбекистане: основные положения закона Республики Узбекистан «О парламентском контроле» (2016)[20];
- «Конституционное право» (2016);
- «Совершенствование правовых механизмов обеспечения баланса между ветвями государственной власти» (2018);
- «Инициативы президента — важный фактор укрепления парламентского контроля» (2019);
- «Конституционно-правовой статус Олий Мажлиса Республики Узбекистан» (2020).

## Награды
- Нагрудный знак «O‘zbekiston mustaqilligiga 20 yil» (2011 г.)
- Нагрудный знак «O‘zbekiston mustaqilligiga 25 yil» (2016 г.)
- Нагрудный знак «O‘zbekiston konstitutsiyasiga 25 yil» (2017 г.)
- Нагрудный знак «O‘zbekiston mustaqilligiga 30 yil» (2021 г.)